# Biella
Biella er en by beliggende i den nord-italienske region Piemonte. Den er hovedstad for provinsen af samme navn. Biella har 42.619(2023) indbyggere.